# In silico
In silico (v siliciju) je latinska besedna zveza, ki se zlasti v naravoslovnem izrazoslovju nanaša na procese in poskuse, ki virtualno potekajo v računalniku (v silicijevem čipu) v nasprotju s procesi in vivo, ki potekajo v živem organizmu ali procesi in vitro, ki potekajo v epruveti. Primer in silico poskusa je virtualno iskanje novih zdravil, pri katerem iz računalniške baze podatkov o geometriji in fizikalnokemijskih lastnosti velike množice spojin iščemo spojino, ki se dobro prilega računalniškemu modelu ciljanega celičnega proteina.